# Arsalan Kazemi
Arsalan Kazemi Naeini (in persiano ارسلان كاظمی نائینی‎; Esfahan, 22 aprile 1990) è un cestista iraniano.

## Carriera
È stato selezionato dai Washington Wizards al secondo giro del Draft NBA 2013 (54ª scelta assoluta).
Con l'Iran ha disputato i Giochi olimpici di Tokyo 2020, due edizioni dei Campionati mondiali (2010, 2014) e due dei Campionati asiatici (2011, 2017).